# Понсе, Анхела
Анхела Мария Понсе Камачо (англ. Ángela María Ponce Camacho; имя при рождении Анхель Марио Понсе Камачо, англ. Ángel Mario Ponce Camacho; род. в 1991 году; Севилья, Испания) — испанская модель, победительница конкурса красоты «Мисс Испания 2018». Понсе вошла в историю 29 июня 2018 года как первая трансгендерная женщина, выигрывавшая конкурс «Мисс Испания». Она представляла свою страну на конкурсе «Мисс Вселенная 2018» и была первой трансгендерной женщиной, претендующей на этот титул, но не вышла в финал.

## Карьера
Впервые Понсе приняла участие в конкурсах красоты в 2015 году и выиграла титул «Мисс Кадис 2015». После этого она представляла Кадис в конкурсе «Мисс Испания 2015», но не заняла призовых мест. 29 июня 2018 года Понсе участвовала в конкурсе «Мисс Испания 2018» и выиграла этот титул, став первой трансгендерной женщиной, выигравшей его. Она представляла Испанию в финале конкурса «Мисс Вселенная 2018» проходившем в Бангкоке, но не заняла призовых мест.